# Ruurd Faber
Ruurd Faber (Veenhuizen, 28 augustus 1912 - Assen, 7 juli 1992) was een Nederlands politicus van de ARP.

## Biografie
Hij werd geboren als zoon van Anne Faber (1875-1948; vanaf 1932 directeur van het eerste gesticht van de Rijkswerkinrichtingen te Veenhuizen) en Hermina Klein (1879-1973). In het begin van zijn loopbaan was R. Faber inspecteur van een levensverzekeringmaatschappij. 
Tijdens de Tweede Wereldoorlog was hij betrokken bij het verzet en daarop werd hij gearresteerd en opgesloten in het huis van bewaring in Assen. Na de bevrijding kwam hij vrij en vervolgens werd hij hoofd van de Politieke Opsporingsdienst (POD) te Assen. Na enige tijd werd Faber Officier-fiscaal bij de Asser Kamer van het Bijzonder Gerechtshof te Leeuwarden. Later is hij ook nog werkzaam geweest in een andere functies bij het ministerie van Justitie en het ministerie van Maatschappelijk Werk. In 1960 werd hij de burgemeester van Ulrum en daarnaast was hij ook nog van 1962 tot 1963 waarnemend burgemeester van Leens. In 1965 werd Faber burgemeester van Dantumadeel waar hij in 1971 afscheid van de gemeenschap nam. In Dantumadeel genoot hij naam als “groot formaat maatschappelijk werker”. Vervolgens was hij tot 1975 burgemeester van Aalten. In 1992 overleed Faber op 79-jarige leeftijd.

## Bron
- Burgemeester Faber deed “bealch út ’e beage yn ’e gritenij Dantumadiel” Leeuwarder courant 30 januari 1971[dode link]